# Ǵorǵi Ǵorǵiev
Ǵorǵi Ǵorǵiev (in macedone Ѓорѓи Ѓорѓиев?; Strumica, 22 maggio 1992) è un pallavolista macedone, palleggiatore dell'Hatay BB.

## Biografia
È il fratello minore del pallavolista Nikola Ǵorǵiev.

## Carriera

### Club
La carriera di Ǵorǵi Ǵorǵiev inizia nel settore giovanile dello Strumica, dove gioca fino all'età di diciassette anni, quando nella stagione 2009-10 firma il suo primo contratto professionistico nella Superliga bulgara col Marek Junion-Ivkoni: gioca per sei anni nel club di Dupnica, aggiudicandosi quattro scudetti e una Coppa di Bulgaria.
Si trasferisce in Turchia per il campionato 2015-16, dove difende i colori del Maliye Milli Piyango, in seguito Maliye Piyango: dopo un triennio in Efeler Ligi, approda al Paris in Ligue B nell'annata 2018-19, conquistando la promozione in Ligue A, che disputa sempre col club parigino nell'annata seguente. Nel campionato 2020-21 difende i colori del Warta Zawiercie, nella Polska Liga Siatkówki, mentre nel campionato seguente torna nella massima serie bulgara, ingaggiato dall'Hebăr, con cui si aggiudica la Supercoppa bulgara, la coppa nazionale e lo scudetto.
Nella stagione 2022-23 è nuovamente di scena nella massima divisione francese, stavolta vestendo la maglia del Cambrai, che lascia dopo pochi mesi, andando a disputare il resto dell'annata con l'Hatay BB, nuovamente nella massima divisione turca, dove resta anche nella stagione seguente, che inizia con il Bursa BB, prima di fare ritorno all'Hatay BB nel gennaio 2024.

### Nazionale
Debutta in nazionale nel 2011, partecipando alle qualificazione europee ai Giochi della XXX Olimpiade. In seguito si aggiudica tre argenti consecutivi alla European League 2015, 2016 e 2017, seguiti da un altro argento alla European Silver League 2021 e un bronzo alla European Silver League 2022.

## Palmarès

### Club
- Campionato bulgaro: 5

2011-12, 2012-13, 2013-14, 2014-15, 2021-22
- Coppa di Bulgaria: 2

2012-13, 2021-22
- Supercoppa bulgara: 1

2021

### Nazionale (competizioni minori)
- European League 2015
- European League 2016
- European League 2017
- European Silver League 2021
- European Silver League 2022